# Kurichiya
Pour les articles homonymes, voir kfh.
Le kurichiya  est une langue dravidienne, parlée par environ 29 000 Kurichiya qui résident dans les districts de Wayanad et de Cannanore dans l'État de Kerala, en Inde.

## Sources
- (en) Ravi Sankar S. Nair, 2013, Tribal Languages of Kerala, Language in India 13:7.